# Espacio-tiempo asintóticamente plano
Un espacio-tiempo asintóticamente plano es una variedad lorentziana tal que, en términos informales, su curvatura tiende a anularse a grandes distancias respecto de alguna región, con lo que se vuelve indistinguible del espacio de Minkowski. Este tipo de espacio-tiempos tiene especial interés en relatividad general, donde se utilizan para representar sistemas aislados.

## Definición dependiente de las coordenadas
La manera más simple (e históricamente hablando, la primera) de definir un espacio-tiempo asintóticamente libre asume que existe un entorno coordenado, con coordenadas {\displaystyle t,x,y,z}, que lejos del origen se comporta básicamente como las coordenadas cartesianas del espacio de Minkowski, en el siguiente sentido.
Escrita la métrica como una suma de una métrica de Minkowski de fondo (físicamente inobservable) más una perturbación, {\displaystyle g_{\mu \nu }=\eta _{\mu \nu }+h_{\mu \nu }}, entonces se exige (para {\displaystyle r^{2}=x^{2}+y^{2}+z^{2}})
- {\displaystyle \lim _{r\rightarrow \infty }h_{ab}=O(1/r)}
- {\displaystyle \lim _{r\rightarrow \infty }h_{ab,p}=O(1/r^{2})}
- {\displaystyle \lim _{r\rightarrow \infty }h_{ab,pq}=O(1/r^{3})}